# 伊林格阿普罗姆
伊林格阿普罗姆（Iringaprom），是印度喀拉拉邦Thrissur县的一个城镇。总人口8535（2001年）。

## 人口
该地2001年总人口8535人，其中男性3970人，女性4565人；0—6岁人口1012人，其中男513人，女499人；识字率83.77%，其中男性为85.06%，女性为82.65%。